# William Bourdon
Pour les articles homonymes, voir Bourdon.
William Bourdon, né le 14 août 1956 à Neuilly-sur-Seine, est un avocat français du barreau de Paris, à la tête du cabinet d'avocats Bourdon & Associés.

## Biographie

### Activités professionnelles et associatives
En 1981, William Bourdon est le 10e secrétaire du concours de la conférence du stage de l’Ordre des avocats de Paris.
De 1994 à 2000, William Bourdon est secrétaire général adjoint, puis secrétaire général de la Fédération internationale des droits de l'homme. En octobre 2001, il fonde l'association Sherpa, dont l'objet est de « défendre les victimes de crimes commis par des opérateurs économiques », et il en est actuellement le président. Sherpa est installée dans les locaux de France Libertés ; William Bourdon est membre du Conseil d'administration de France Libertés et a été l'avocat de Danielle Mitterrand pendant de nombreuses années. Il a été en outre l'avocat de Transparency International, de l'association Survie et de la Fédération des Congolais de la diaspora (FCD). Il est proche d'associations d'aide aux étrangers en situation irrégulière, notamment la Cimade, pour laquelle il est intervenu en qualité d'observateur en 1992.
William Bourdon s'est illustré dans des affaires pénales dans les années 1980 (défense de prostitués dans l’affaire Jobic, un commissaire de police accusé de proxénétisme avant d'être finalement relaxé), puis s'est spécialisé dans la défense des droits de l'homme (SOS Racisme, opposants chinois, génocide rwandais, Augusto Pinochet et aussi de contestataires, de partisans de la « lutte sociale», ou de militants de l'ultra gauche. Ainsi, en 2006, il défend le syndicaliste de SUD PTT Cyril Ferez blessé lors des manifestations contre la loi pour l'égalité des chances alors qu'il était en « état d'ébriété manifeste ». Il défend également Yldune Lévy, proche de Julien Coupat, dans l'affaire des sabotages des caténaires SNCF, deux détenus français de la prison de Guantánamo condamnés par la justice française, ou l'Organisation des moudjahiddines du peuple iranien. En 2009, William Bourdon défend André Barthélemy, président d'« Agir Ensemble pour les Droits de l'Homme », accusé de « provocation directe à la rébellion » et « entrave volontaire à la circulation d'un aéronef », pour s'être opposé aux conditions de reconduite à la frontière de deux ressortissants congolais et finalement condamné le 3 décembre 2010 par la cour d'appel de Paris à 400 euros d'amende.
William Bourdon est également l'initiateur en 2000, au nom de la Fédération internationale des droits de l'homme (FIDH), de la plainte et de l'inculpation au Sénégal pour tortures et crimes contre l'humanité visant Hissène Habré. En décembre 2008, après l'échec de plaintes lancées contre Omar Bongo, Denis Sassou-Nguesso et Teodoro Obiang Nguema Mbasogo, Sherpa et Transparency international déposent une plainte contre X sur « les conditions dans lesquelles un très important patrimoine immobilier et mobilier a été acquis en France » par ces chefs d'État africains.
En 2017, Bourdon est parmi les fondateurs de la Plateforme de protection des lanceurs d'alerte en Afrique, une organisation non gouvernementale (ONG) qui vise à défendre les lanceurs d'alerte, ainsi qu'à faire du plaidoyer et engager des litiges stratégiques en leur nom lorsque leurs révélations traitent de l'intérêt général des citoyens Africains. Lancée en 2017 à Dakar lors d’une conférence de presse, PPLAAF a défendu de nombreux lanceurs d’alerte et a aidé à divulguer de nombreux scandales, dont Congo Hold-Up, State Capture et les Luanda Leaks[réf. nécessaire].

#### Procès impliquant l'État ou les intérêts libyens
En 2005, il a défendu, Motassim Bilal « Hannibal » Kadhafi, le fils du colonel Mouammar Kadhafi, condamné le 23 mai 2005 par la 10e chambre du Tribunal correctionnel de Paris à quatre mois d'emprisonnement avec sursis pour violences conjugales.
Le 25 octobre 2007, il dépose une plainte avec constitution de partie civile pour diffamation à l'encontre de Jeune Afrique et son rédacteur en chef François Soudan, au nom et pour le compte de Moussa Koussa, chef des services de renseignement extérieurs libyens. La plainte sera retirée volontairement le 10 avril 2009.
Après l'arrêt de la chambre d'accusation de Paris du 20 octobre 2000 autorisant à instruire la plainte des victimes de l'attentat du DC10 d'UTA contre le Colonel Kadhafi, considérant que « l'immunité, à l'origine absolue, des chefs d'État, comporte, depuis la fin de la Seconde Guerre mondiale, des limites », William Bourdon déclare au quotidien Libération que cet arrêt risque de créer une « confusion », car seuls trois crimes à « valeur universelle » ont justifié la levée de l'immunité présidentielle : le génocide, le crime contre l'humanité et le crime de guerre : « Le terrorisme est un crime très relatif. Si l'on raisonne ainsi, Yasser Arafat pourrait être poursuivi », a observé Me Bourdon, qui a souligné que le terrorisme et le trafic de stupéfiants ont été sciemment écartés des textes lors de la création de la Cour pénale internationale. En accord avec le point de vue exprimé par William Bourdon, le parquet général a demandé à la Cour de cassation de se prononcer pour la première fois sur la question controversée de l'immunité des chefs d'État. Ce qui n'a pas d'effet suspensif sur l'instruction en cours.

#### Procès impliquant Yves Rocher
En juin 2018, il est l'avocat de  Oleg et Alexeï Navalny qui déposent une plainte en France à l'encontre de la société Yves Rocher pour « dénonciation calomnieuse » considérant que la plainte déposée pour surfacturation contre leur société Glavpodpiska  par Yves Rocher Vostok en 2012 était en fait une attaque du gouvernement russe à leur encontre. Ils sont entendus par un juge d'instruction du tribunal de Vannes le 30 avril 2019.

#### Les procès de«La Négresse»
Depuis 2019, des élus locaux et l'association Mémoires & Partages, dirigée par l'écrivain et militant Karfa Diallo, demandent le changement de nom du quartier de La Négresse à Biarritz. Plusieurs procédures judiciaires sont en cours autour de cette affaire. Deux concernent l'interpellation de Karfa Diallo lors de la manifestation organisée devant la gare de Biarritz le 22 août 2019, avec d'un côté une plainte auprès de l'IGPN pour violences policières, et de l'autre le procès de Karfa Diallo pour rébellion. Une troisième procédure est également lancée auprès du tribunal administratif par l'association Mémoire & Partages pour faire annuler les délibérations, jugées illégales, ayant attribué le nom « La Négresse » à un quartier et une rue de la commune.
Me William Bourdon a accepté de l'assister dans sa défense, au côté de Me Colette Capdevielle, ancienne élue socialiste et avocate au barreau de Bayonne.

##### Procès pour rébellion de Karfa Diallo
Pour Me William Bourdon, qui défend aussi la famille de Cédric Chouviat, ce livreur décédé à la suite d’une interpellation musclée le 3 janvier 2020, il y a « une dérive » qui consisterait à la scénarisation du délit de rébellion quand « un contrôle dérape ». Les avocats de Karfa Diallo plaident la relaxe et demandent la nullité du contrôle d'identité.
Le 14 janvier 2021, ils obtiennent gain de cause puisque le tribunal correctionnel de Bayonne prononce la relaxe pour Karfa Diallo, tandis que les deux policiers qui s’étaient constitués partie civile sont déboutés de leurs demandes.

##### Plainte pour violences policières sur la personne de Karfa Diallo
De son côté Karfa Diallo s'estime victime de violences par une personne dépositaire de l’autorité publique. Il affirme avoir été brutalement plaqué au sol et menotté lors de son interpellation pendant la manifestation en gare de Biarritz. Karfa Diallo a déposé une plainte le 8 septembre 2019 auprès de l'IGPN mais celle-ci n'a pas encore été instruite.

##### Action en justice devant le tribunal administratif de Pau
En octobre 2020, l'association Mémoires & Partages, adresse un courrier formel à la maire de Biarritz, laissant à celle-ci un délai de deux mois pour agir sur la dénomination du quartier, avant le lancement d'une action en justice. Dans ce courrier, Me Bourdon affirme que « cette demande s'inscrit dans un mouvement de prise de conscience – tant à l'échelle nationale qu'internationale – de la nécessité de s'interroger sur la subsistance dans nos sociétés de traces d'événements aujourd'hui justement qualifiés de crimes contre l'humanité ». À titre d'exemple, il cite notamment le cas de la Commission de toponymie du Québec qui, en 2015, a annoncé le changement de nom de onze lieux contenant le mot « nègre », en français ou en anglais, estimant qu’ils étaient susceptibles de « porter atteinte à la dignité des membres de la communauté noire ».
Le 2 décembre 2020, devant le refus de la mairie de mettre la problématique du nom de quartier à l'agenda du conseil municipal, l'association Mémoires & Partages saisit le tribunal administratif de Pau, afin qu'il contraigne la municipalité à revenir sur les délibérations « illégales » ayant octroyé le nom de « la Négresse » à un quartier et une rue de la commune,.

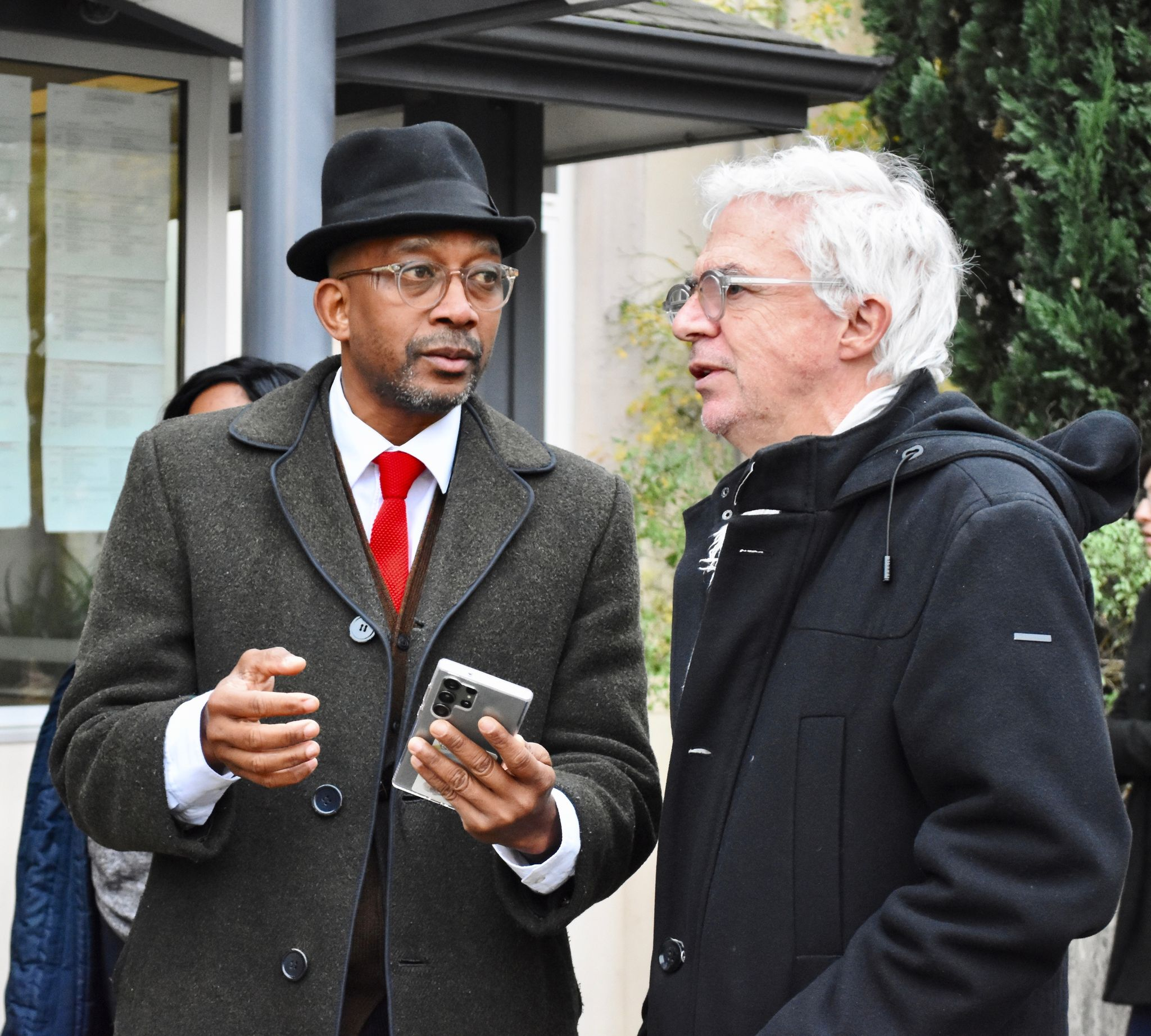
Karfa Diallo et William Bourdon devant le tribunal administratif de Pau, 7 décembre 2023.

Le procès s'ouvre le 7 décembre 2023, trois ans après le dépôt du recours. Me Bourdon invoque notamment la jurisprudence, pour qui « l'attribution d'un nom à un espace public ne doit être ni de nature à provoquer des troubles à l'ordre public, ni à heurter la sensibilité des personnes, ni à porter atteinte à l'image de la ville ou du quartier concerné ». Comme exemple, Me Bourdon cite le rejet d’une rue André-Tisserand à Belfort, en 2016. Enfin, si l'association et lui se défendent de vouloir gommer l’histoire : « on ne veut pas faire disparaître les rues Colbert ou les librairies Blaise Cendrars », ils estiment néanmoins que : « dans un espace public, l’appellation Négresse renvoie à une image racialisée, au passé colonial, à l’esclave ».
Par jugement du 21 décembre 2023, la juridiction administrative déboute l'association de sa requête. Dans le jugement rendu, il est estimé « qu'en dépit de l’évolution sémantique du terme "négresse" depuis 1861 vers une connotation péjorative, la dénomination en cause ne pouvait être regardée comme portant atteinte au principe de sauvegarde de la dignité humaine ». Le tribunal souligne aussi que le conseil municipal de Biarritz a donné ce nom en 1861 dans une « perspective mémorielle, en hommage à la personne considérée et à l’histoire locale qui l’accompagne, et non dans le but de présenter de manière dégradante, humiliante ou avilissante une esclave ou descendante d’esclave à la peau noire ou de stigmatiser les membres d’une communauté pour un motif raciste ». Enfin, le tribunal a relevé « qu'il n'était pas établi, ni d’ailleurs allégué, que le nom "La Négresse", utilisé constamment depuis 150 ans, avait été de nature à heurter la sensibilité des habitants de la commune ». Me Bourdon déplore quant à lui une décision « timorée » de la part du tribunal administratif « qui n'a pas pris ses responsabilités ». Selon lui, « ce terme est bien plus que péjoratif, il est raciste. Personne ne peut contester qu'une dénomination à caractère raciste ne soit pas attentatoire à la dignité ».

### Autres éléments biographiques

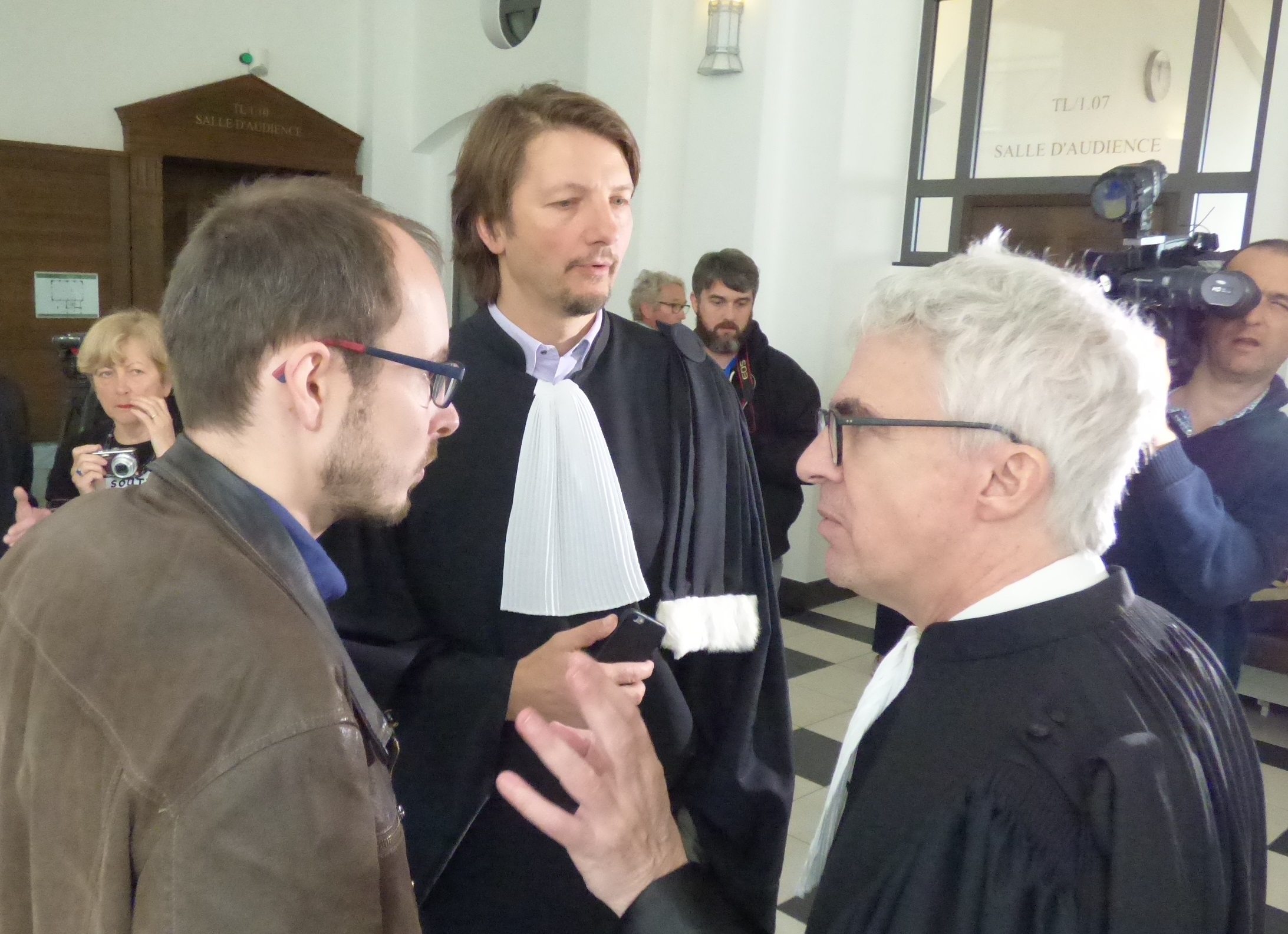
Antoine Deltour, et ses avocats Me Penning (au centre) et Me Bourdon (à droite) au tribunal correctionnel de Luxembourg.

En 2000, il publie avec Emmanuelle Duverger un ouvrage intitulé La Cour pénale internationale - Le Statut de Rome, dans lequel il explique et critique article par article les arcanes de cette institution, dont les statuts ont été adoptés le 17 juillet 1998 et qui est en vigueur depuis le 1er juillet 2002. 
En 2005, il fait verser 5,2 millions € par le groupe pétrolier Total à des victimes birmanes au terme d'une médiation avant procès,.
En 2006, il apparaît dans son propre rôle comme avocat pour les parties civiles africaines dans le film Bamako d'Abderrahmane Sissako, dans lequel il tient une plaidoirie contre la Banque mondiale et le Fonds monétaire international (FMI) en conclusion de film. Il est également, depuis décembre 2006, coprésident de la Société des lecteurs de Libération (SLL) avec Zina Rouabah.
Avocat au barreau de Paris, il est l'initiateur des premières procédures engagées en France à l'encontre de certains responsables de crimes contre l'humanité, notamment serbes et rwandais[réf. nécessaire]. Il est également l'avocat de familles franco-chiliennes victimes du dictateur Augusto Pinochet.
Membre du « Comité International de soutien aux victimes vietnamiennes de l'Agent orange et au procès de New York » (CIS).
Depuis 2015, William Bourdon est régulièrement l'objet de dénigrements et de dénonciations anonymes malveillantes.

### Prises de position politiques
En mars 2007, dans une pétition publiée par le Nouvel Observateur, William Bourdon appelle à voter pour la candidate à l'élection présidentielle Ségolène Royal. 
En avril 2009, il participe à un meeting de campagne pour les élections européennes du mouvement Europe Écologie (Liste conduite par Daniel Cohn-Bendit) aux côtés d'Eva Joly. Il proclame : « Je veux être libre de tout le monde, je ne veux rentrer dans aucun système. »
Dès 2012, William Bourdon se rapproche à nouveau du Parti socialiste et fait partie de l'équipe de campagne de François Hollande.

## Filmographie
- 2006 : Bamako[33] d'Abderrahmane Sissako : lui-même (avocat des parties civiles)

## Publications
- La Cour pénale internationale : le Statut de Rome, avec Emmanuelle Duverger, éditions du Seuil, 2000
- Face aux crimes du marché : quelles armes juridiques pour les citoyens ? - suivi de 39 propositions,  La Découverte, 2010
- Petit manuel de désobéissance citoyenne, éditions Jean-Claude Lattès, 2014 Il y évoque le sort des « désobéissants » et des lanceurs d’alerte et les risques qu'ils encourent.
- Les Dérives de l'état d'urgence (avec la participation de ses collaborateurs), éditions Plon, coll. « Actualité », 2017
- Sur le fil de la défense, éditions du Cherche-Midi, 2023